# Pareuxoa baynei
Pareuxoa baynei är en fjärilsart som beskrevs av Köhler 1967. Pareuxoa baynei ingår i släktet Pareuxoa och familjen nattflyn. Inga underarter finns listade i Catalogue of Life.